# هابان العليا (حبيش)

تعديل مصدري - تعديل

هابان العليا محلة تابعة لقرية مروحة، التابعة لعزلة نقيل العقاب بمديرية حبيش إحدى مديريات محافظة إب في الجمهورية اليمنية، بلغ تعداد سكانها 150 حسب تعداد اليمن لعام 2004.